# Lion (videojuego)
Lion es un videojuego de simulación de vida donde el jugador toma el rol de un león. Es la secuela del videojuego Wolf.
La jugabilidad es la misma que la de su antecesor, se divide en dos partes. La primera parte es en modo no lineal, donde el jugador no tiene un objetivo predeterminado. La segunda parte es en modo escenario, donde el jugador debe completar objetivos específicos. Esto es comparable a las aventuras (quests) de los videojuegos de rol.